# Крекінг-установка у Йоккаїті (Tosoh)
Крекінг-установка у Йоккаїті (Tosoh) — складова частина нафтохімічного майданчика компанії Tosoh у портовому місті Йоккаїті на острові Хонсю (узбережжя затоки Ісе).
Розташована у Йоккаїті установка парового крекінгу здійснює піроліз газового бензину та має потужність у 527 тисяч тонн етилену і 315 тисяч тонн пропілену на рік.
Етилен в подальшому споживається розташованими на майданчику лініями поліетилену високої щільності (120 тисяч тонн), лінійного поліетилену низької щільності (29 тисяч тонн), поліетилену низької щільності (27 тисяч тонн), етиленвінілацетату (43 тисячі тонн), а також заводом мономеру вінілхлориду (254 тисячі тонн на рік). Крім того, цей олефін потрібен заводу етиленгліколю та оксиду етилену (88 та 85 тисяч тонн відповідно) концерну Maruzen і розташованим у Йоккаїті виробництвам компаній KH NeoChem і Mitsubishi Chemical (остання раніше мала в цьому порту власну піролізну установку, проте закрила її у 2001 році).
Пропілен споживають завод оксоспиртів KH NeoChem (здатен випускати 120 тисяч тонн 2-етилгексанолу та 130 тисяч тонн н-бутанолу) і лінія поліпропілену концерну Mitsubishi (80 тисяч тонн).
Фракція С4 спрямовується на розташовану поруч установку вилучення бутадієну компанії JSR.